# Alexandre Chorin
Alexandre Joel Chorin (Varsóvia, 25 de junho de 1938) é um matemático estadunidense.
É professor de matemática da Universidade da Califórnia em Berkeley, onde trabalha com matemática aplicada. É conhecido por suas contribuições em dinâmica dos fluidos computacional.
Chorin foi um dos primeiros a desenvolver um algoritmo para a solução numérica das equações de Navier-Stokes para fluxo incompressível. Desenvolveu o "método da compressibilidade artificial" e o método da projeção. 
Chorin recebeu o Prêmio Norbert Wiener de 2000. Chorin foi discípulo de Peter Lax e orientador de James Sethian, que coincidentemente receberam também o Prêmio Norbert Wiener.
Foi palestrante convidado do Congresso Internacional de Matemáticos em Berkeley (1986: Vortex methods and turbulence theory).

## Artigos
- «Chorin, A. J. "A numerical method for solving incompressible viscous flow problems" J. Comput. Phys. 2, 1967, pp. 12-26.» (PDF). math.berkeley.edu
- «Chorin, A. J. Numerical solution of the Navier-Stokes equations Math. Comp. 22, 1968, pp. 745-762» (PDF). math.berkeley.edu

## Livros
- Chorin, A. J. e J. E. Marsden, "A Mathematical Introduction to Fluid Mechanics", 3ª Ed, Springer-Verlag, 1993.
- Chorin, A. J., "Vorticity and Turbulence", Applied Mathematical Sciences, Vol. 103, Springer-Verlag, 1994.